# Golpe de Maio (Sérvia)

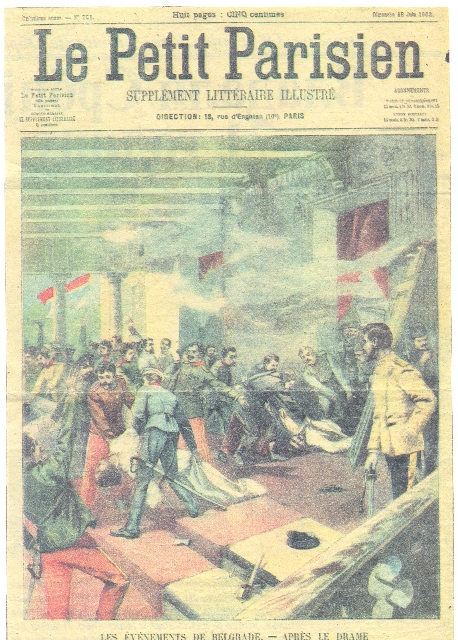
Ilustração do Golpe de Maio publicado em 1903 no jornal francês Le Petit Parisien

O Golpe de Maio (em sérvio: Мајски преврат) de 1903 foi um golpe de Estado em que o rei da Sérvia Alexandre Obrenović e sua esposa, a rainha Draga, foram assassinados dentro do Palácio Real em Belgrado, na noite entre 28 e 29 de maio de 1903 pelo calendário juliano (entre 10 e 11 de junho pelo calendário gregoriano). Este ato resultou na extinção da Casa de Obrenović que havia sido dominante na Sérvia desde meados do século XIX. O assassinato do casal real foi organizado por um grupo de oficiais do Exército liderado pelo então capitão Dragutin Dimitrijević "Apis". Após o Golpe de Maio, o trono sérvio passou para os rivais, a Casa de Karađorđević. O golpe teve uma influência significativa sobre as relações da Sérvia com outras potências europeias, a Casa de Obrenović foi aliada à Áustria-Hungria, enquanto a dinastia Karadjordjevic tinha estreitos laços tanto com a Rússia e a França. Ambas as dinastias estavam recebendo apoio financeiro de seus poderosos patrocinadores estrangeiros.
Juntamente com o casal real, os conspiradores mataram o primeiro-ministro Dimitrije Cincar-Marković e o Ministro do Exército Milovan Pavlović.
O acontecimento foi crucial na história do país, produzindo uma mudança de dinastia, de modelo político e de orientação na política internacional.